# Ishigakia nigripes
Ishigakia nigripes là một loài tò vò trong họ Ichneumonidae.